# Peter Turney
Peter Turney (22 de setembro de 1827 – 19 de outubro de 1903) foi um político e militar americano, o 26º Governador do Tennessee, com mandato de 1893 até 1897. Ele também foi membro da Corte Suprema do Tennessee de 1870 até 1893, e serviu como chefe de Justiça da mesma corte de 1886 a 1893. Durante a Guerra Civil, Turney foi coronel do 1º Regimento do Tennessee, que estava entre as primeiras unidades do Tennessee que aderiram ao Exército dos Estados Confederados.
Como governador, Turney terminou com o controverso sistema de locação de mão-de-obra de presidiários do estado, também promulgou outras medidas de reforma prisionais. Seu segundo mandato foi marcado pela eleição para governador de 1894, quando foi considerado eleito somente depois que o legislativo do estado de maioria democrática descartou milhares de votos de seu adversário Henry Clay Evans.

## Início de vida
Turney nasceu em Jasper, Tennessee, filho de Hopkins L. Turney e Teresa Francis. Seu pai era político e foi eleito para o Senado dos Estados Unidos em 1845, com ajuda Andrew Johnson líder dos "Immortal Thirteen". Logo após o nascimento de Peter, a família mudou-se para Winchester, Tennessee. Frequentou escolas públicas do Condado de Franklin, também uma escola particular em Nashville e estudou direito, inicialmente com seu pai e mais tarde, depois que seu pai foi eleito para o Senado, estudou com o juiz W. E. Venable. Após a sua admissão para advocacia em 1848, exerceu  a profissão em Winchester.
Um forte democrata do sul, Turney fez campanha para John C. Breckinridge na disputa presidencial de 1860 e clamou pela secessão imediata após a vitória de Abraham Lincoln. Em fevereiro de 1861, foi o candidato pró-secessão de seu distrito para uma Convenção estadual proposta na qual o Tennessee teria de decidir sobre a questão da Secessão (seu adversário pró-União foi o futuro governador Albert S. Marks). Quando os eleitores do Tennessee rejeitaram esta Convenção e acolheram os laços de estado com a União, Turney liderou um movimento do Condado de Franklin para separar-se do Tennessee e juntar-se ao estado de Alabama.

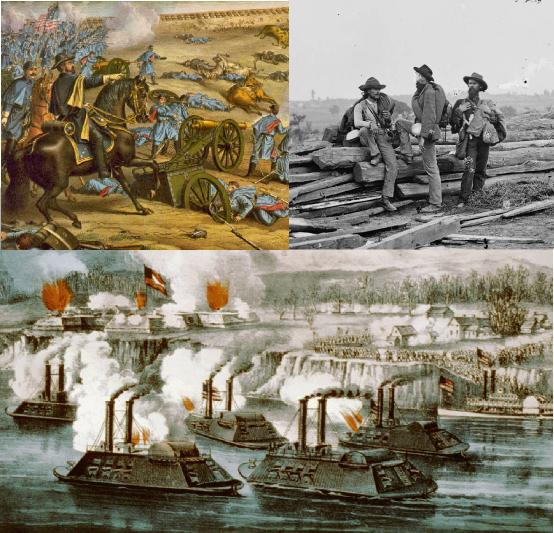
Guerra Civil americana

Nas duas semanas após a batalha de Fort Sumter em abril de 1861, como os sentimentos no Tennessee deslocaram-se em favor da secessão, Turney levantou um Regimento de soldados, a 1ª Infantaria do Tennessee (às vezes chamado de "1ª Turney" para distingui-lo de um Regimento da mesma forma designado). Como o Tennessee ainda não havia oficialmente se separarado, Turney agiu na maior parte em segredo até o início de maio, quando o estado alinhou-se militarmente com a Confederação.
A unidade de Turney chegou na Virgínia no dia 8 de maio e então foi anexada ao exército da Virgínia do Norte. A unidade tomou parte na primeira batalha de Bull Run, em julho de 1861 e passou os meses seguintes, patrulhando a região do Rio Potomac. Em 1862, a unidade participou da campanha Shenandoah, batalha dos sete dias e da campanha da península. Na batalha de Fredericksburg, em dezembro de 1862, Turney foi baleado na boca e nunca mais voltou ao combate ativo. Enquanto ele estava convalescente, sua unidade lutou na batalha de Gettysburg, marchando com o flanco esquerdo do Piquete de Tiro. Para Turney foi dado um comando administrativo na Flórida em 1864 e lá permaneceu até o fim da guerra.

## Suprema Corte do Tennessee
Após o Tennessee implementar sua constituição de 1870, Turney foi eleito para a Suprema Corte do Estado. Ele foi reeleito em 1878 e 1886 e foi promovido para Chefe de Justiça após sua última disputa. Embora ele passasse 23 anos na Corte, Turney emitiu algumas opiniões e escritos tidos por juristas como mínimos e difusos.
Em outubro de 1891, a Corte levou Turney decidir dois casos relacionados a revoltas trabalhistas, ocorridas no Condado de Anderson, Tennessee, conhecida como a guerra Coal Creek (guerra do carvão). A Tennessee Coal Mining Company (TCMC) tentou substituir mineiros profissionais grevistas por presidiários alugados ao Estado, então os mineiros responderam incendiando instalações e libertando presidiários. O governador John P. Buchanan enviou a guarda do estado para a área e negociou uma desconfortável trégua com os mineiros, enquanto o estado decidisse pelo término do sistema de locação de presidiário.
No primeiro caso, Estado versus Jenkins, o estado processou o presidente da Tennessee Coal Mining Company (TCMC) B. A. Jenkins por ameaçar fechar uma de suas minas da empresa, se os mineiros não desistissem da checkweighmen (individualização do produzido) independente (que pesava o carvão para que os mineiros fossem pagos). Turney pronunciou-se contra o estado, argumentando que embora a lei impedisse checagem geral de produção, ele não impedia ao proprietário do fechamento da mina caso não houvesse aceitação pelos mineiros grevistas.
No segundo caso, Estado versus Jack, um presidiário, William Warren (com a ajuda dos mineiros profissionais), tinha apresentado um mandado de habeas corpus, desafiando a autoridade da TCMC para mantê-lo prisioneiro, argumentando que o locatário primeiro do condenado do Estado, Tennessee Coal, Iron and Railway Company (TCI), violava seu contrato com o estado por sublocar condenados para a TCMC. Uma Corte de instância inferior tinha decidido em favor de Warren e ordenou que ele retornasse à custódia direta do estado. Turney, anulou, no entanto, a decisão da Corte inferior, argumentando que as instalções da TCMC eram um ramo do sistema prisional do estado, bem como que um condenado em uma prisão do estado não poderia pedir o habeas corpus.

## Governador do Tennessee
Em 1892 Turney buscou a nomeação do Partido Democrata para governador, com esperanças de substituir o cargo do governador John P. Buchanan. Ele rapidamente ganhou o apoio de facções do partido, os Bourbon (conservadores) e outra pró-mercante, que haviam crescido pela frustração do manejo de John P. Buchanan da guerra do Coal Creek. Buchanan, sem apoio para ganhar a renomeação, retirou-se do partido para colocar-se como um independente (sem partido), e Turney recebeu a nomeação do partido. Nas eleições gerais, Turney foi eleito governador com 127.247 votos sobre os 100.629 do candidato republicano, George Winstead, 31.515 do Buchanan e 5.427 do candidato do Partido da Proibição Edward H. East.
Embora Turney tivesse proferido sentenças favoráveis para o sistema de locação de presidiários como chefe de Justiça, após tornar-se governador, rapidamente assinou legislação, em abril de 1893, que terminou eficazmente com a prática controversa. A legislação dispôs sobre a construção de uma penitenciária do Estado, a compra de terras com carvão e também fazendas onde os presos iriam trabalhar. Isto permitiu que o estado suprisse as despesas de manutenção da prisão, evitando que o trabalho de presidiários concorresse com mão de obra de livre mercado.
Uma vez que Turney resolvera o problema da locação de presidiários, o partido democrático foi atacado por sua resposta ineficaz a crise financeira de 1893. Na disputa para governador de 1894, os republicanos nomearam Henry Clay Evans, um ex-congressista que desvencilhou-se do cargo para apoiar o projeto de Lei de Lodge. Embora Turney referisse Evans como um infiltrado, Evans fez uma campanha eficaz, e a contagem inicial de votação no dia da eleição indicava que Evans venceu com 105.104 votos sobre os 104.356 de Turney e 23.088 para candidato populista A. J. Mims. O legislativo controlado pelos democratas, porém, declarou que fraude eleitoral ocorrera e descartaram mais de 23.000 votos, permitindo Turney ganhar a eleição por 2.000 votos.
Turney nunca se recuperou da imagem da eleição "manipulada" de 1894. Durante seu segundo mandato, ele começou a organizar as celebrações do centenário do Estado, mas seus esforços eram inadequados e as celebrações foram adiadas até o verão de 1897, depois que ele deixou o governo.

## Últimos anos e morte
Turney não procurou a reeleição em 1896 e não mais buscou cargo público. Morreu em Winchester, Tennessee, em 19 de outubro de 1903 e foi enterrado no cemitério de cidade de Winchester.
A penitenciária do estado aprovada durante a administração do Turney, a Brushy Mountain State Penitentiary, operou a partir de 1896 até 2009. As terras de carvão e fazendas compradas como parte do complexo prisional são agora parte do Frozen Head State Park. Em homenagem aos esforços de reforma prisional de Turney, o Turney Center for Youthful Offenders (atualmente the Turney Center Industrial Complex), criado em 1971 no Condado de Hickman, foi assim nomeado em sua homenagem.
O irmão de Turney, Joe Turney, usou suas conexões políticas para gerenciar uma quadrilha de cadeias para ganhos financeiros, inspirando uma canção famosa, "Joe Turner," que por sua vez inspirou a peça de August Wilson, Joe Turner's Come and Gone.

## Família
Turney casou com sua primeira esposa, Cassandra Webb Garner, em 10 de junho de 1851. Eles tiveram três filhos: Thomas, Virgínia e Hopkins Lacey. Após a morte da primeira esposa em 1857, ele casou com sua segunda esposa, Hannah Ferguson Graham, em 27 de abril de 1858. Eles tiveram dez filhos: Teresa, John, Peter Jr., Aletha, Samuel, Lowndes, James, Woodson, Hannah e Francis Miller.

## Fonte da tradução
- Este artigo foi inicialmente traduzido, total ou parcialmente, do artigo da Wikipédia em inglês cujo título é «Peter Turney».